# Laura Traets
Laura Traets (in bulgaro Лаура Траатс?, Laura Traats; Sofia, 13 dicembre 1998) è una ginnasta bulgara.
Figlia di padre olandese e madre bulgara, al compimento dei 18 anni di età ha scelto di acquisire la cittadinanza bulgara e di gareggiare per la Bulgaria.

## Palmarès
- Campionati mondiali di ginnastica ritmica

Pesaro 2017: argento nell'all-around, bronzo nelle 3 palle / 2 funi.
Sofia 2018: oro nei 5 cerchi, bronzo nell'all-around.
Baku 2019: argento nelle 5 palle, bronzo nell'all-around.
- Campionati europei di ginnastica ritmica

Vienna 2013: bronzo nell'all-around (junior).
Guadalajara 2018: oro nelle 3 palle / 2 funi, bronzo nel concorso a squadre e nell'all-around.
- Giochi europei

Minsk 2019: argento nell'all-around e nelle 5 palle, bronzo nei 3 cerchi / 4 clavette.